# Osioł zwyczajny
Osioł zwyczajny (Equus asinus) – udomowiony gatunek ssaka z rodziny koniowatych (Equidae). Charakteryzuje się dużą głową, długimi uszami, cienkim ogonem z kitą na końcu, małymi wymaganiami pokarmowymi i odpornością na brak wody.

W stanie dzikim występuje osioł nubijski (Equus africanus) z podgatunkami (osioł nubijski i osioł somalijski). W wielu regionach świata użytkowana przez człowieka jest jego udomowiona forma – osioł zwyczajny (Equus asinus). Wyselekcjonowano 78 ras, m.in.: osioł kataloński, osioł poitou, osioł asinara, osioł andaluzyjski, osioł krapass, osioł ponui, osioł prowansalski, American mammoth donkey.

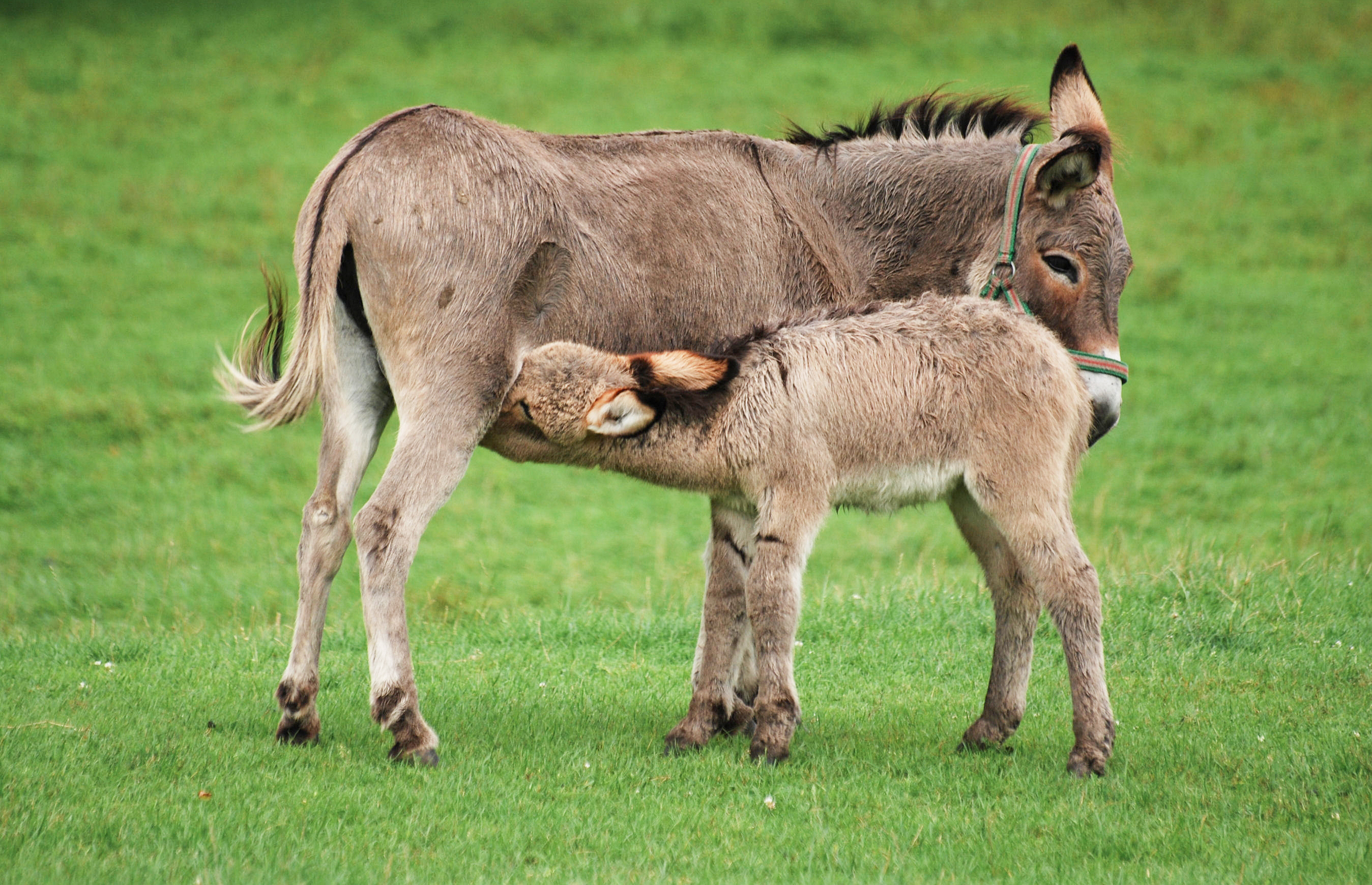
Klacz osła karmiąca młode
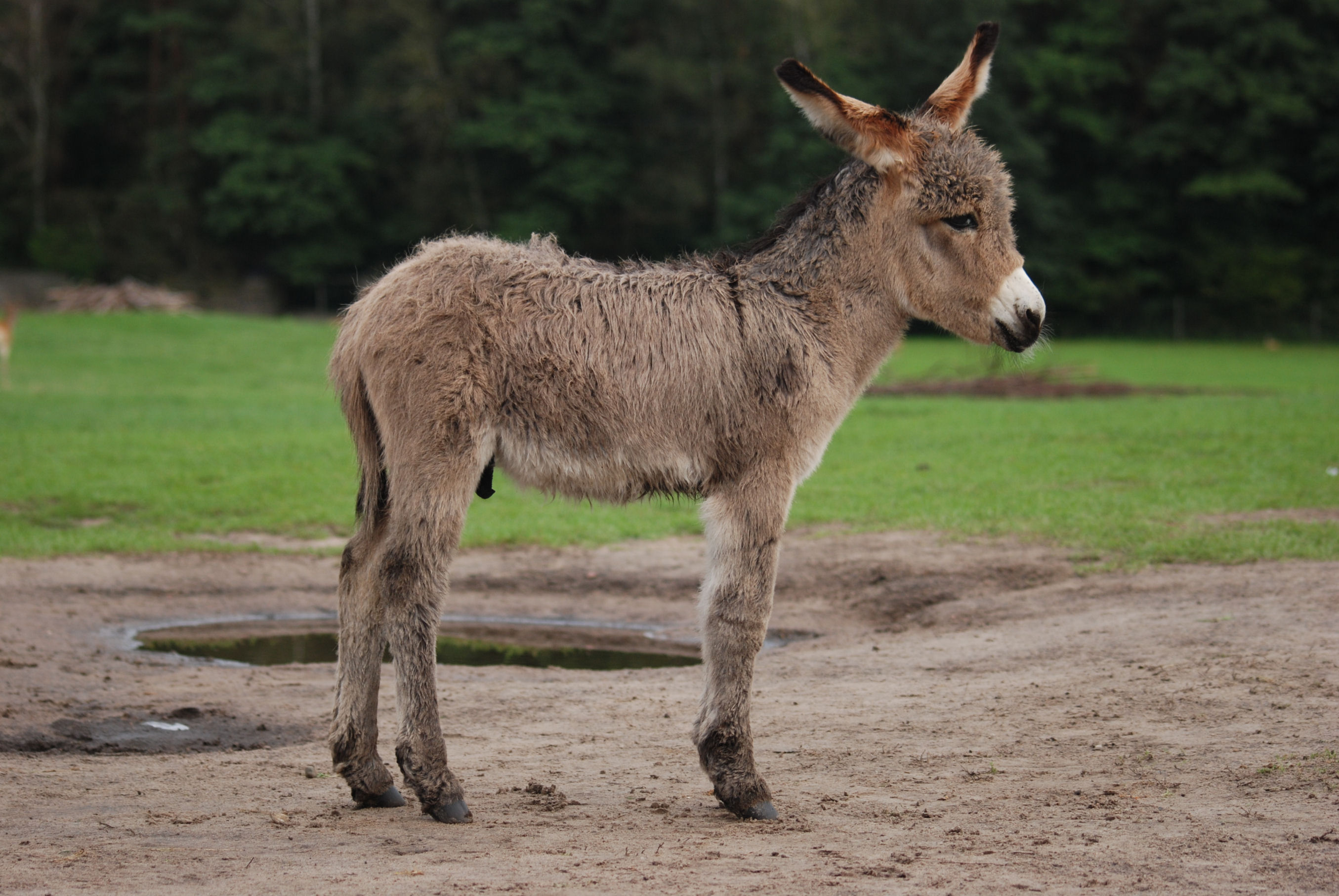
Trzytygodniowe źrebię

## Udomowienie
Osioł został udomowiony przez człowieka wcześniej niż koń. Pierwsze informacje dotyczące udomowienia pochodzą z Doliny Nilu z ok. 4000 p.n.e., czyli 6 tys. lat temu. Na tych terenach występowały obydwa żyjące do dzisiaj podgatunki osła afrykańskiego. Przypuszcza się, że z ich krzyżówek powstał osioł domowy (Equus africanus f.asinus).

## Krzyżowanie z innymi gatunkami
Osły mogą krzyżować się z innymi koniowatymi, ale ich potomstwo przeważnie jest bezpłodne. Potomek ogiera osła z klaczą konia to muł, zaś klaczy osła i ogiera konia to osłomuł. Hodowcy dopuszczają do tego typu mieszanek przez wzgląd na dużą użytkowość tych zwierząt. Muły są bardziej wytrzymałe i silniejsze i ze względu na to ta krzyżówka jest bardziej popularna, osłomuły spotyka się rzadko.

## Użytkowanie
Osły wykorzystuje się najczęściej jako zwierzęta juczne, rzadziej jako wierzchowe lub pociągowe, a ostatnio w onoterapii. Często są trzymane w ogrodach zoologicznych. Wyhodowano wiele ras, różniących się ubarwieniem, wielkością i temperamentem.

### Salami
Mięso osła (wbrew obiegowej opinii) jest tradycyjnym składnikiem zaledwie jednego rodzaju salami – suchej, wędzonej kiełbasy z dodatkiem drobno pokrojonej słoniny i przypraw. Obecnie w wielu krajach odchodzi się od hodowli osłów, a salami jest produkowana głównie z wieprzowiny, wołowiny, koniny lub dziczyzny.

## Symbolika
W symbolice chrześcijańskiej osioł może być symbolem rozpusty, ale też skromności i pokory.
W polszczyźnie osioł symbolizuje: głupotę, tępotę (osioł skończony ‘kompletny głupiec, dureń’), upór (uparty jak osioł o człowieku: ‘bardzo uparty’), ciężką pracę (haruje jak osioł pot. 'ktoś pracuje bardzo ciężko’).
W USA symbol Partii Demokratycznej.

## Populacje zdziczałe
W niektórych rejonach udomowione osły powróciły na wolność, tworząc zdziczałe populacje, takie jak burros w Ameryce Północnej oraz osły Asinara na Sardynii we Włoszech, które objęte są ochroną. Zdziczałe osły mogą również powodować problemy, szczególnie w środowiskach, które ewoluowały bez obecności jakichkolwiek koniowatych, takich jak Hawaje. W Australii, gdzie populacja zdziczałych osłów może liczyć nawet 5 milionów osobników,  są one uznawane za inwazyjny gatunek szkodliwy, wywierający poważny wpływ na środowisko.